# Mikołaj Hertel
Mikołaj Hertel (ur. w 1948) – polski muzyk, kompozytor i wykonawca muzyki elektronicznej.

## Biografia
Absolwent Państwowej Wyższej Szkoły Muzycznej w Warszawie; pianista. Muzyką zajmuje się od lat 70. XX w. Pisał piosenki dla Ireny Jarockiej, Anny Jantar, Jerzego Połomskiego, Alicji Majewskiej, Zdzisławy Sośnickiej. Jego styl jest bardzo charakterystyczny i prosty, zyskał miano "najbardziej romantycznego spośród twórców el-muzyki w Polsce". 
Przez wiele lat tworzył muzykę ilustracyjną dla takich programów, jak Sonda albo Pieprz i wanilia, korzystało z niej także Polskie Radio. Jego utwory ukazywały się na licznych kompilacjach – często dopiero dekadę lub dwie później po ich nagraniu w latach 80. .
Muzyka Mikołaja Hertla często gościła w Programie III Polskiego Radia, gdzie Jerzy Kordowicz nadawał ją w programach Nastroje el-muzyki czy Studio el-muzyki. Mikołaj Hertel tworzy muzykę także dla polskiej wytwórni Paris Music, publikującej tzw. production music.

## Wybrana dyskografia
- 1991 – Fantasy music – Tonacje miłości, Polton
- 1992 – Dźwięki dalekiego świata, Digiton – nagrania archiwalne z lat 1985–1988
- 1993 – Dźwięki morza, Dux
- 1994 – Wewnętrzny puls, Venus
- 1994 – Podróże i marzenia, Dux
- 1994 – Niepokój serca, Digiton
- 1996 – Romance, Dux
- 1997 – Fairy Music, Paris Music
- 1997 – Love and Piano 1997, Dux
- 1998 – Rapsodia, Gold Records
- 1999 – Polskie jesienie
- 2000 – Plaże, STD
- 2002 – Echa, Polskie Nagrania
- 2003 – Dźwięki nieba
- 2004 – Softly
- 2008 – Arpeggio, Gold Records
- 2015 – At The Horizon’s Edge – album nagrany w duecie z Przemysławem Rudziem
- 2015 – Epizod A, Gad Records – album z archiwalnymi nagraniami z lat 1983-88
- 2018 – Spleen, GAD Records – nagrania z 2002[2]

## Musicale
- 2021 – Żółta Dama – legenda muzyczna, Mazowiecki Teatr Muzyczny, libretto i teksty piosenek: Grażyna Orlińska; reżyseria: Karol Urbański (prapremiera 26 listopada 2021 r.)[3][4]
- 2023 – Mała syrenka – Mazowiecki Teatr Muzyczny, libretto i teksty piosenek: Grażyna Orlińska; reżyseria: Jan Bzdawka (premiera 17 marca 2023 r.)[5][6]

## Nagrody i wyróżnienia
- 2022 – Teatralna Nagroda Muzyczna im. Jana Kiepury, najlepszy spektakl dla młodego widza: „Żółta Dama – legenda muzyczna"[7]

- 2023 – Nagroda Miasta Stołecznego Warszawy[8]
- 2025 – nominacja do Nagrody im. Cypriana Kamila Norwida za musical „Dzikie łabędzie” w Teatrze Muzycznym im. Jana Kiepury w Warszawie[9]